# 楚雄卫
楚雄卫，隶属于云南都指挥使司，与楚雄府同城。

## 沿革
明洪武十五年(1382年)置楚雄卫指挥使司，设指挥使2人，指挥同知3人，指挥佥事 11人。辖经历司，设经历，知事各1人。在楚雄府治东，屯田74,372余亩。
明洪武二十年(1387年)设中守御所(定额1120人)，隶属楚雄卫，驻地在今楚雄城南。
清康熙七年(公元1668年)裁撤。